# Solnavägen

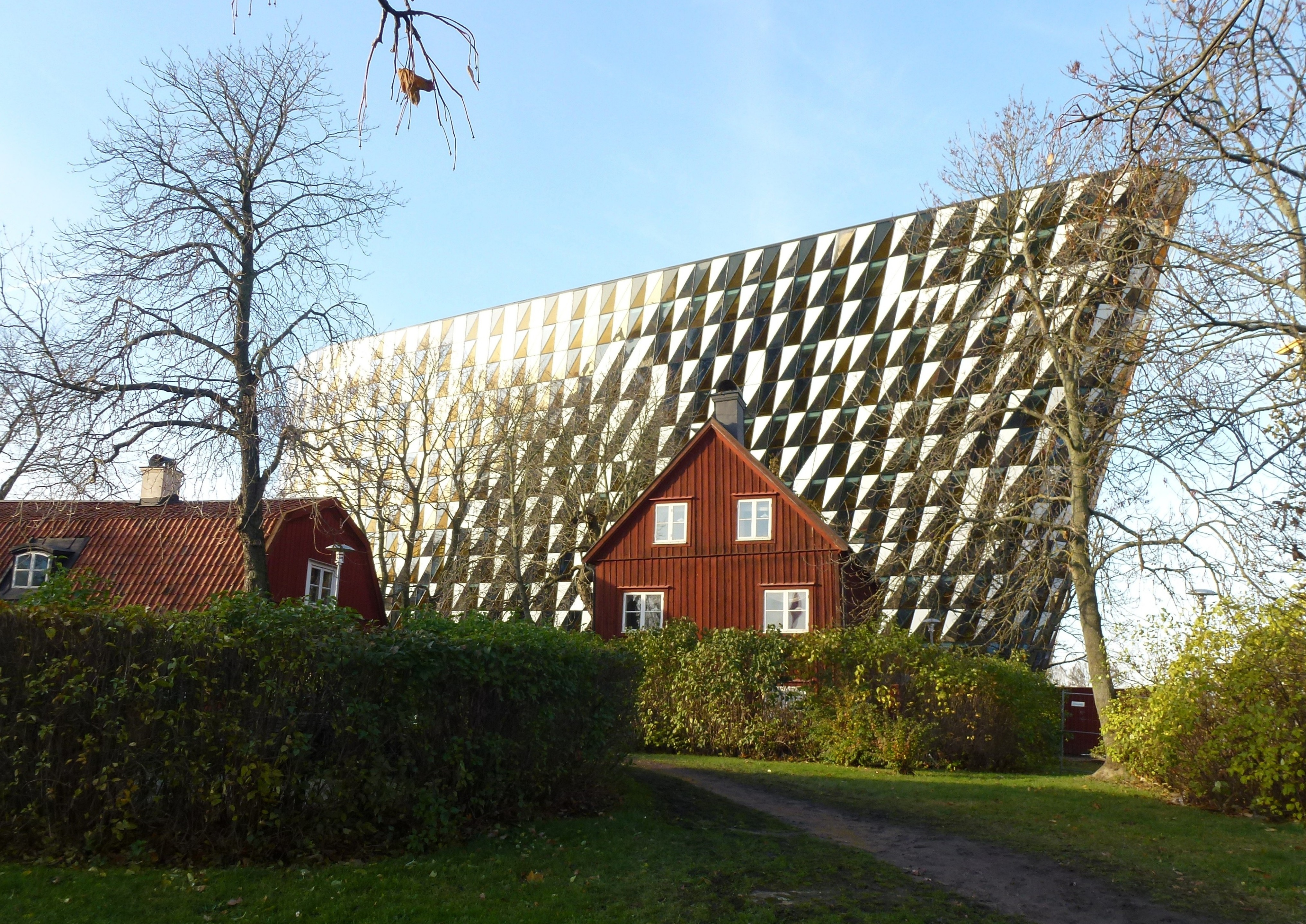
Karolinska Institutets aula, oktober 2012.

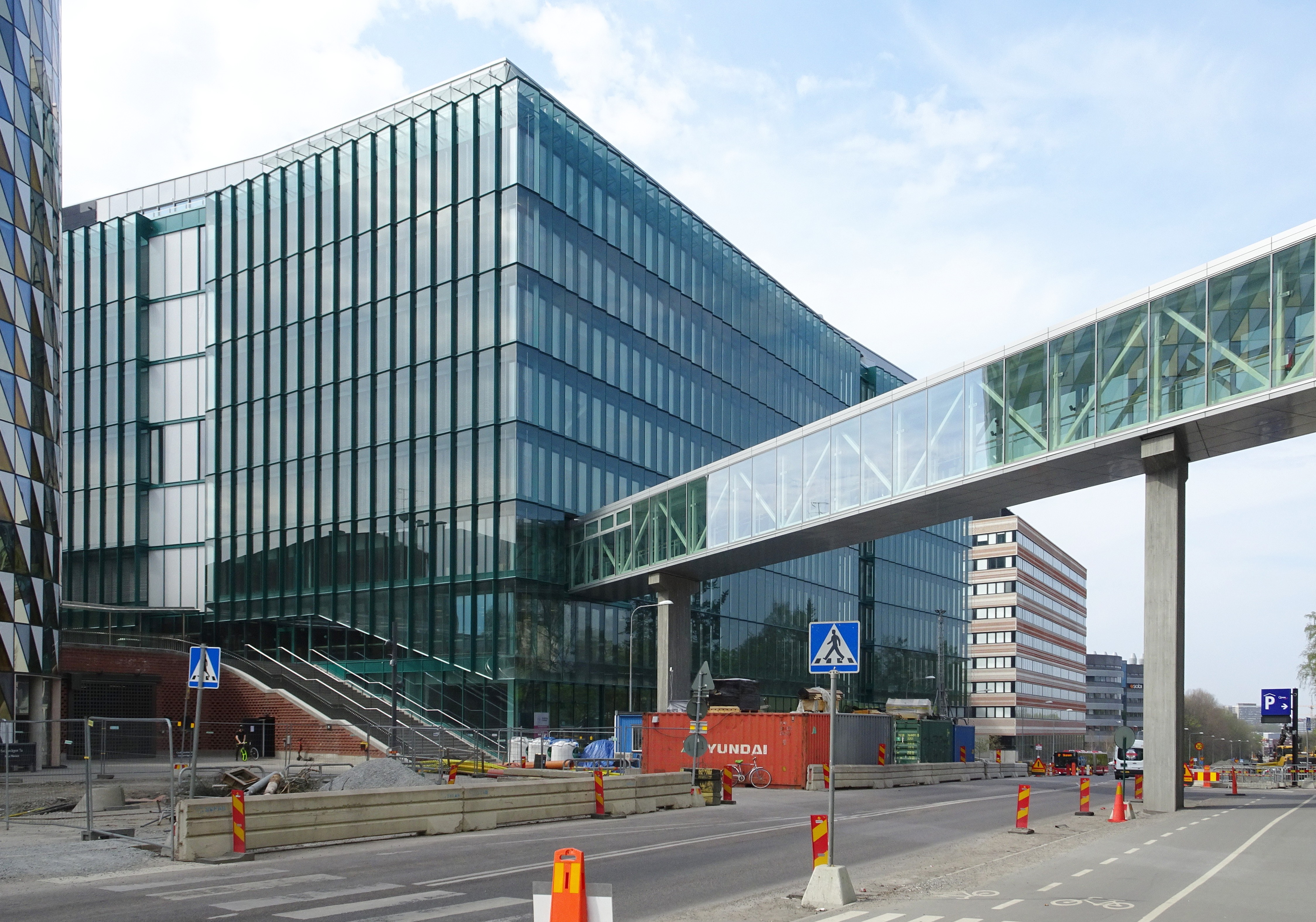
Biomedicum, april 2019.

Solnavägen är en huvudgata i Solna kommun och Vasastan som förbinder Torsplan i Stockholms innerstad med Stråket vid Råsundavägen. Den är nära 3 kilometer lång.

## Historik
Innan 1940 hette Norra Stationsgatan i Stockholms kommun Solnavägen, men namnet ändrades då gatan i Solna anlades under det tidiga 1940-talet. Solnavägen i Solna öppnades 1942, samtidigt med viadukten Solnabron, som en förbindelse mellan Vasastan och Råsunda. Tidigare var Uppsalavägen den enda utfarten från centrala Stockholm mot Solna. Vid den tiden fanns inte mycket bebyggelse längs Solnavägen. Under 1940-talet anlades Karolinska institutet med huvudentré Solnavägen 1.

## Nutid och framtid
Under 2010-talet uppfördes flera nya byggnader längs med Solnavägen. I anslutning till den nya stadsdelen Hagastaden uppfördes nya lokaler för Karolinska sjukhuset, en ny aula för Karolinska intitutet (invigd 2013), Widerströmska huset (invigd 2013), Biomedicum (invigd 2018) och Karolinska Institutet Science Park (invigd 2010) relaterade till hälso- och sjukvård samt forskning och utbildning inom detta område.
I gatans norra ände, på platsen för gamla Råsunda fotbollsstadion, har bostadskvarter och arbetsplatser att uppförts. I höjd med Solna centrum projekteras för utvecklingsområdet Solna City. Det har även funnits planer på att dra spårväg i Solnavägen. Dessa vilar dock i och med att en ny gren av tunnelbanan (Gröna linjen) projekteras för att trafikförsörja Hagastaden.

## Bilder

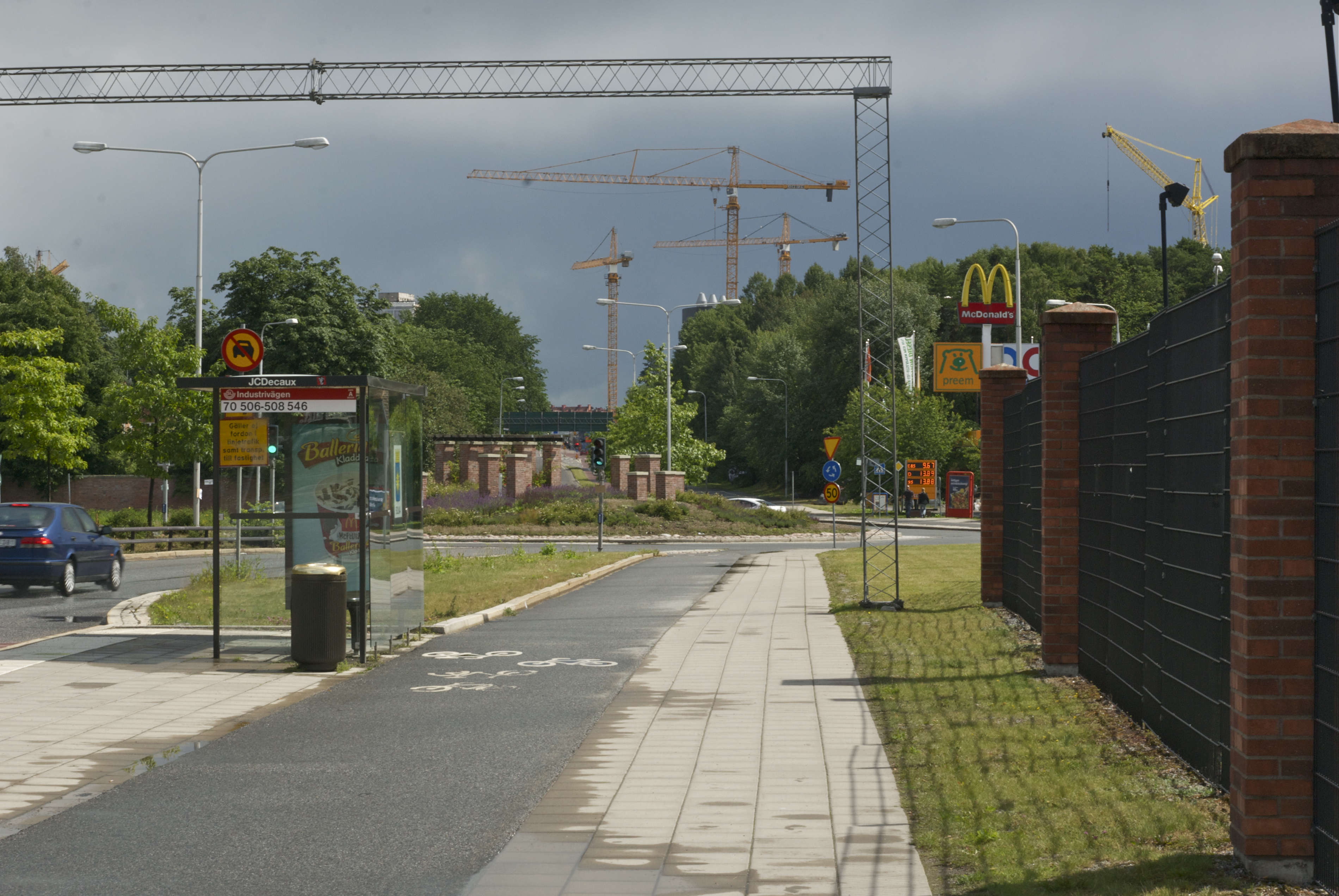
Solnavägen söderut i höjd med Solna kyrkväg, juni 2011.
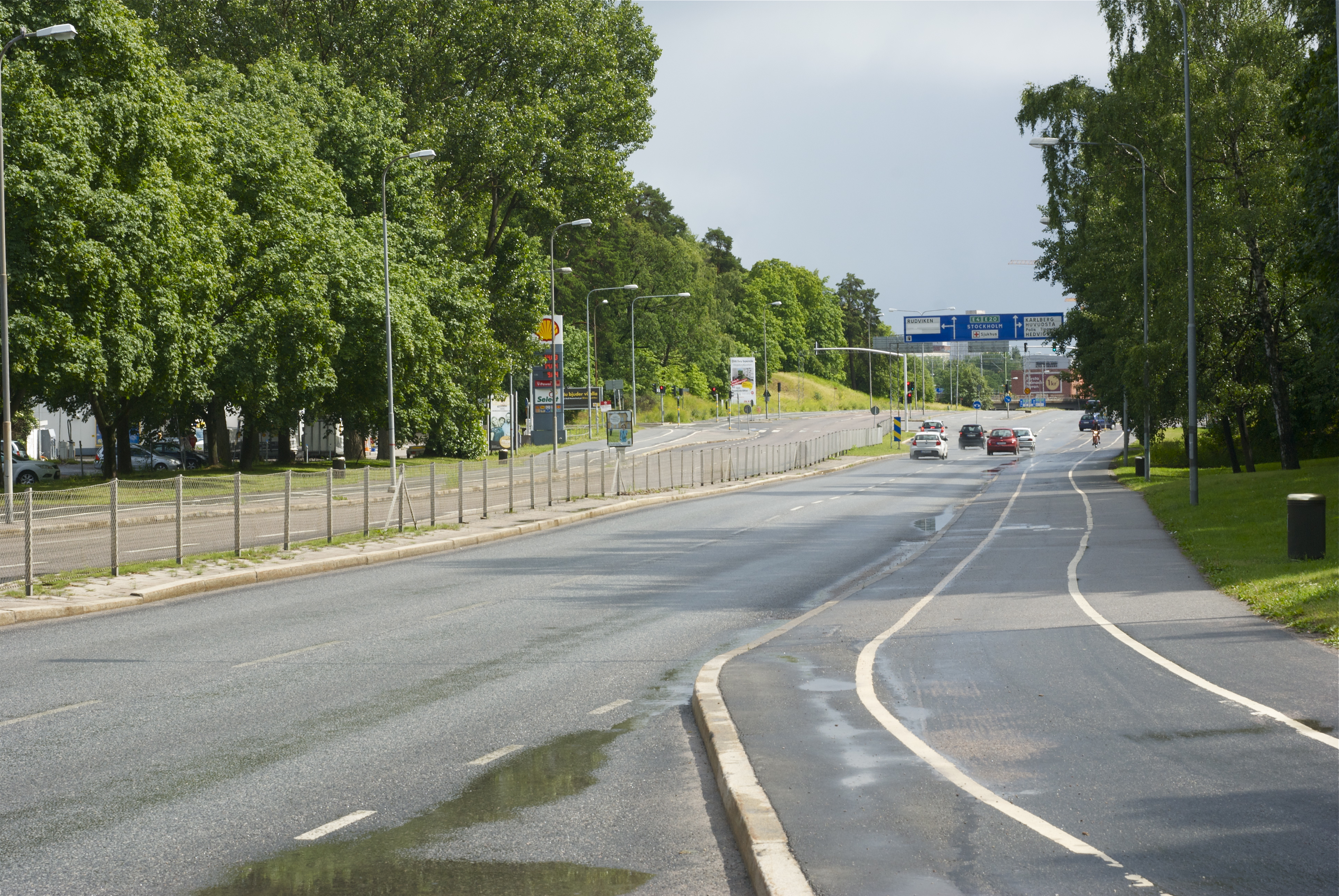
Solnavägen söderut i höjd med Sundbybergsvägen, juni 2011.
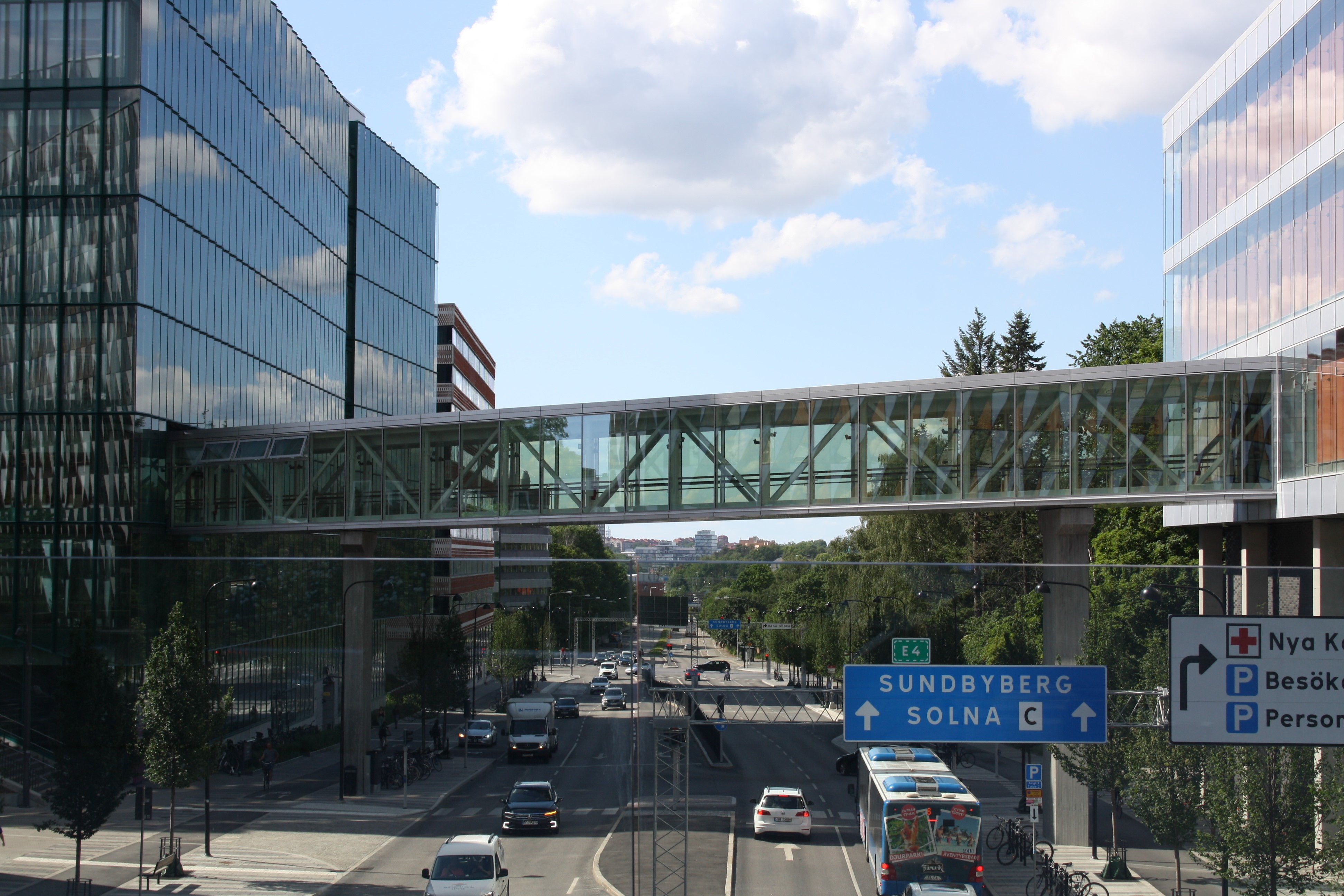
Solnavägen riktning norrut vid Karolinska sjukhuset, juni 2020.
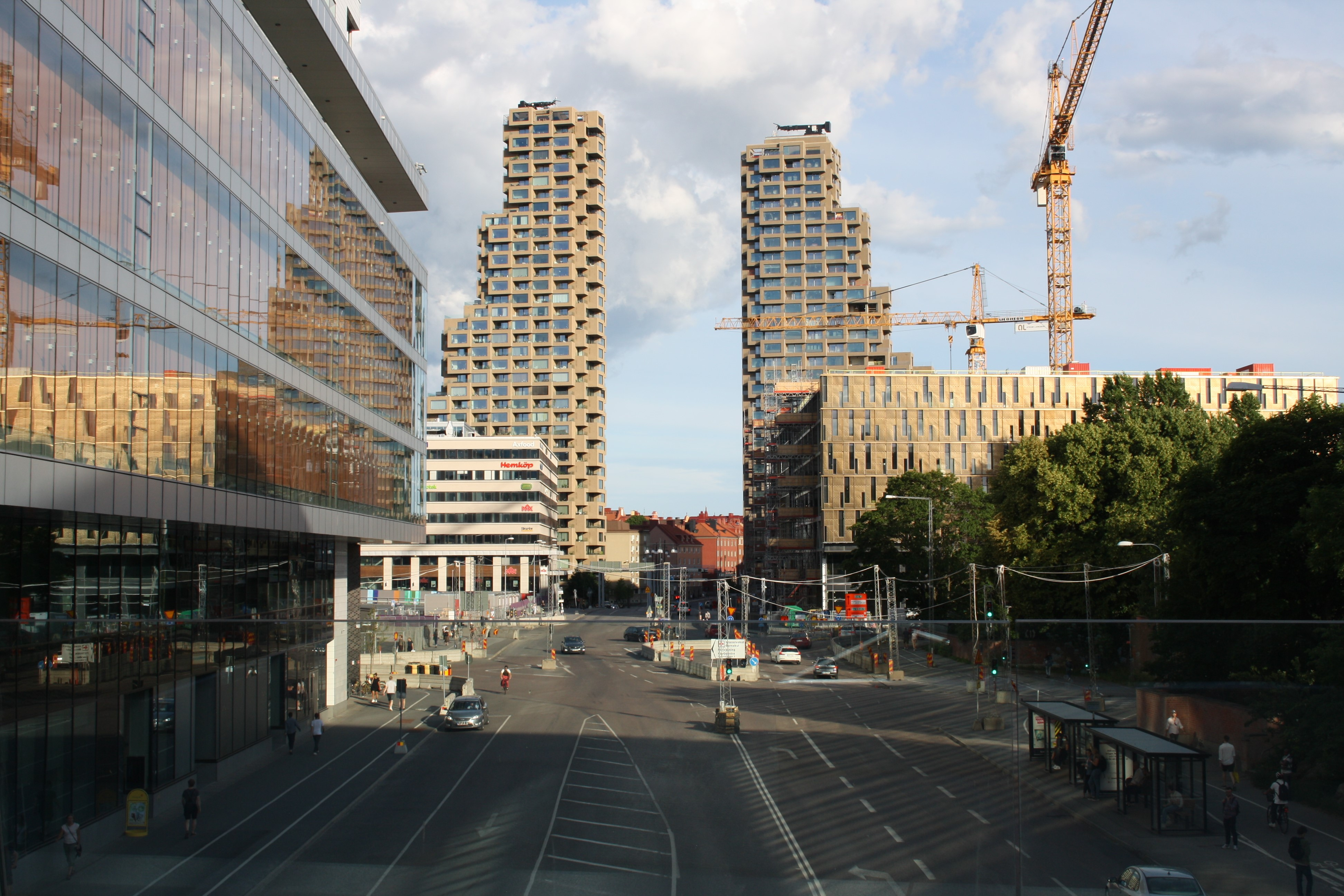
Solnavägen riktning söderut vid Karolinska sjukhuset, juni 2020.